# Отново в засада
„Отново в засада“ (на английски: Another Stakeout) е американска криминална комедия от 1993 г. на режисьора Джон Бадам и участват Ричард Драйфус, Емилио Естевес и Роузи О'Донъл. Продължение е на „В засада“ (1987).